# یونتوکت (کالیفرنیا)
یونتوکت (به انگلیسی: Yontocket) یک منطقهٔ مسکونی در ایالات متحده آمریکا است که در شهرستان دل نورت، کالیفرنیا واقع شده‌است. یونتوکت ۹ متر بالاتر از سطح دریا واقع شده‌است.